# 爱德华·海斯
爱德华·海斯（德語：Eduard Heis, 1806年2月18日—1877年6月30日）是一位德国数学家暨天文学家。

## 生平
1806年2月18日出生于科隆，1827年海斯从毕业波恩大学后，在科隆一所学校教授数学，1832年转至亚琛任教，并在那一直呆到1852年。1852年被腓特烈·威廉四世任命为明斯特大学首席教授，1869年成为该学院院长。他根据恒星编目志编写的星图集，帮助确定了北半球天空中星座边界。他的其他著作包括一篇有关伯罗奔尼撒战争期间日食的论文、哈雷彗星及一些数学课本。他也是记录1839年英仙座流星雨的第一人，揭示了该流星雨一小时出现了160颗。从那时起，观察者们每年都记录英仙座流星雨每小时出现的流星数。
1877年6月30日在明斯特去世。

## 著作
在明斯特大学期间对夜空进行了一系列的观测，包括银河系、黄道光、恒星及流星。这些研究都发表在他的著作中，其中包括： 
- 《新天体图集》(Atlas Coelestis Novus)，科隆，1872年；
- 《黄道光观测》(Zodiakal-Beobachtungen)；
- 《流星观测》(Sternschnuppen-Beobachtungen)；
- 《关于大小》(De Magnitudine)，1852年。

## 奖励和荣誉
1870年获得红鹰勋章；
1852年被波恩大学授予名誉学位；
1874年，被授予英国皇家天文学会外籍会员；
1877年，被授予莱奥波德学院名誉会员；
1877年获布鲁塞尔科学协会荣誉会员；
月球上海斯陨石坑就是以他的名字命名的。 